# Orihuela (Gerichtsbezirk)
Der Gerichtsbezirk Orihuela ist einer der 13 Gerichtsbezirke in der spanischen Provinz Alicante.
Der Bezirk umfasst 21 Gemeinden auf einer Fläche von 748,39 km² mit dem Hauptquartier in Orihuela.

## Gemeinden
| Gemeinde                | Einwohner (2024) | Fläche km² | Dichte Einw./km² | Cod INE | Postleitzahl                                   |
| ----------------------- | ---------------- | ---------- | ---------------- | ------- | ---------------------------------------------- |
| Albatera                | 13.296           | 61,54      | 216              | 03005   | 03340                                          |
| Algorfa                 | 3.684            | 18,36      | 201              | 03012   | 03169                                          |
| Almoradí                | 22.464           | 42,72      | 526              | 03015   | 03160, 03169, 03179, 03369                     |
| Benejúzar               | 5.697            | 9,33       | 611              | 03024   | 03390                                          |
| Benferri                | 2.053            | 12,36      | 166              | 03025   | 03316                                          |
| Bigastro                | 7.431            | 4,10       | 1.812            | 03044   | 03380                                          |
| Callosa de Segura       | 19.658           | 24,77      | 794              | 03049   | 03360                                          |
| Catral                  | 9.423            | 20,01      | 471              | 03055   | 03158, 03349                                   |
| Coix                    | 7.622            | 16,76      | 455              | 03058   | 03350                                          |
| Daya Nueva              | 1.832            | 7,09       | 258              | 03061   | 03159                                          |
| Daya Vieja              | 657              | 3,14       | 209              | 03062   | 03177                                          |
| Dolores                 | 8.102            | 18,70      | 433              | 03064   | 03150                                          |
| Formentera del Segura   | 4.749            | 4,33       | 1.097            | 03070   | 03177, 03179                                   |
| Granja de Rocamora      | 2.739            | 7,17       | 382              | 03074   | 03348                                          |
| Jacarilla               | 2.122            | 12,20      | 174              | 03080   | 03310                                          |
| Orihuela                | 83.720           | 365,44     | 229              | 03099   | 03300, 03189, 03310–03318, 03320, 03369, 03689 |
| Pilar de la Horadada    | 23.844           | 77,86      | 306              | 03902   | 03190                                          |
| Rafal                   | 4.900            | 1,62       | 3.025            | 03109   | 03369                                          |
| Redován                 | 8.285            | 9,45       | 877              | 03111   | 03370                                          |
| San Fulgencio           | 9.433            | 19,75      | 478              | 03118   | 03170, 03177                                   |
| San Isidro              | 2.312            | 11,69      | 198              | 03904   | 03349                                          |
| Gerichtsbezirk Orihuela | 244.023          | 748,39     | 326              | –       | –                                              |